# Федоровський Микола Михайлович
Мико́ла Миха́йлович Федоро́вський (30 листопада [12 грудня] 1886, Курськ — 27 серпня 1956, Москва) — російський геолог. Доктор геолого-мінералогічних наук (від 25 квітня 1935 року). Член-кореспондент АН СРСР (від 1 лютого 1933 року).
Закінчив мінералогічне відділення фізико-математичного факультету Московського університету (1914).
У квітня 1918 року призначений Головою Гірничої Ради при Вищій раді народного господарства, підготував два декрети Раднаркому про заснування Московської гірничої академії та Ільменського заповідника. Був ініціатором створення Інституту прикладної мінералогії, довгий час керував ним. Значний внесок з підборі граніту для постійного мавзолею Леніна (1933) належить Федоровському.
У 1937 році заарештований та засуджений на 15 років. Спочатку висланий у Воркуту. 1942 року переведений до Москви, де працював в Інституті добрив. У 1945 році відправлений до Норильська, де викладав мінералогію в геологічному технікумі. Там організовував мінералогічний кабінет та музеї, готував шосте видання підручника з
мінералогії, пізніше працював на Норильському комбінаті.
1954 року, коли Федоровський був уже важко хворий, його повністю реабілітували.
На честь Федоровського названо один із мінералів — федоровськіт.

## Основні праці
- Курс минералогии. — 5-ое издание. — Москва — Ленинград, 1934.
- Генетическая минералогия. — Петроград, 1920.
- Экономическая минералогия СССР. — Выпуск 1. — Москва — Ленинград, 1936.
- Классификация полезных ископаемых по энергетическим показателям. — Москва — Ленинград, 1935.